# Jack Ü
Jack Ü fue un dúo estadounidense de música electrónica formado por los disc-jockeys y productores discográficos Skrillex y Diplo desde 2013 hasta 2016. Su primer sencillo, titulado «Take Ü There», fue lanzado el 17 de septiembre de 2014, con la voz de Kiesza.
En febrero de 2015, lanzaron su álbum debut Skrillex and Diplo present Jack Ü. Skrillex declaró que colaborarán en algunas canciones como el grupo Jack Ü, pero que principalmente se dedicarán a mezclar en vivo juntos. El dúo también actuó en Ultra Music Festival de 2015, con las contribuciones en directo de CL, Kai, Diddy, Kiesza y Justin Bieber.

## Historia
Jack Ü debutó tocando en el evento Mad Decent Boat Party en San Diego (California), el 15 de septiembre de 2013. Diplo anunció que el grupo Jack Ü se presentaría en el evento, y después de la controversia y todas las deducciones de quienes podrían conformar dicho grupo, Diplo anunció: «Jack Ü significa Diplo y Skrillex juntos».
Los dos integrantes llevaban ya 5 años colaborando juntos en algunos proyectos. Skrillex ya había trabajado en algunas canciones junto a Major Lazer, y en 2011, Diplo también trabajó en una canción con Skrillex titulada «Amplifire» (a pesar de que nunca fue terminada o liberada) para Bangarang EP. También ya habían trabajado juntos en una canción titulada «Dirty Vibe» del álbum Recess, que Skrillex lanzó a principios de 2014. Cuando se les preguntó cómo fue que terminaron juntándose, Diplo dijo que Skrillex fue el primer productor que conoció cuando llegó a Los Ángeles, y que habían coincidido en muchas ideas. El 8 de diciembre de 2014, publicaron en SoundCloud el remix de la canción «7/11» de Beyoncé. 
El 26 de febrero de 2015, Skrillex y Diplo lanzaron su álbum debut como dúo, titulado Skrillex and Diplo Present Jack Ü, que cuenta con un total de nueve canciones más un remix de Missy Elliot de la canción «Take Ü There». En este álbum destacan las colaboraciones con grandes artistas como Justin Bieber, 2 Chainz, AlunaGeorge o Kai. Mientras esto sucedía, tocaron en un set de 24 horas que dispuso de reproducción en streaming a través de Twitch, el cual fue interrumpido por la policía aproximadamente 17 horas desde que inició el show.

## Ranking DJ Mag
| DJ       | 2015 |
| -------- | ---- |
| Jack Ü   | 38   |
| Skrillex | 9    |
| Diplo    | 20   |

## Discografía

### Sencillos
| Año  | Título                                | Posiciones en listas | Posiciones en listas | Posiciones en listas | Posiciones en listas | Certificaciones       | Álbum                             |
| Año  | Título                                | EUA                  | AUS                  | R.U.                 | SUE                  | Certificaciones       | Álbum                             |
| ---- | ------------------------------------- | -------------------- | -------------------- | -------------------- | -------------------- | --------------------- | --------------------------------- |
| 2014 | «Take Ü There» (con Kiesza)           | —                    | —                    | 63                   | —                    |                       | Skrillex and Diplo Present Jack Ü |
| 2015 | «Where Are Ü Now» (con Justin Bieber) | 8                    | 3                    | 6                    | 6                    | - AUS: Oro - SUE: Oro | Skrillex and Diplo Present Jack Ü |

### Álbumes
- 2015: Skrillex and Diplo Present Jack Ü

### Álbumes de Remixes
- Take Ü There (feat. Kiesza) Remixes (2014)
- Where Are Ü Now (with Justin Bieber) Remixes (2015)
- To Ü (feat. AlunaGeorge) Remixes (2015)
- Mind (feat. Kai) Remixes (2016)

## Premios

### Premio Grammy
| Año  | Nominación                                   | Categoría                     | Resultado |
| ---- | -------------------------------------------- | ----------------------------- | --------- |
| 2016 | Jack Ü feat. Justin Bieber - Where Are Ü Now | Mejor Grabación Dance         | Ganador   |
| 2016 | Skrillex and Diplo present Jack Ü            | Mejor Álbum Dance/Electrónica | Ganador   |

### MTV Video Music Awards
| Año  | Nominación                                   | Categoría                 | Resultado |
| ---- | -------------------------------------------- | ------------------------- | --------- |
| 2015 | Jack Ü feat. Justin Bieber - Where Are Ü Now | Mejores efectos visuales  | Ganador   |
| 2015 | Jack Ü feat. Justin Bieber - Where Are Ü Now | Mejor Dirección Artística | Nominado  |
| 2015 | Jack Ü feat. Justin Bieber - Where Are Ü Now | Mejor Edición             | Nominado  |
| 2015 | Jack Ü feat. Justin Bieber - Where Are Ü Now | Canción del Verano        | Nominado  |

### American Music Awards
| Año  | Nominación                                   | Categoría          | Resultado |
| ---- | -------------------------------------------- | ------------------ | --------- |
| 2015 | Jack Ü feat. Justin Bieber - Where Are Ü Now | Mejor Colaboración | Ganador   |